# 宇田川唯菜
嶋本 唯菜（しまもと ゆいな、1995年6月30日 - ）は、日本の消防士で女性総合格闘家(アマチュア)。神奈川県横浜市出身。総合格闘技ジムroots所属。 特定非営利活動法人日本ダイバーシティ・スポーツ協会の契約アスリート（マネジメント・ボディケア等のサポート契約）

## 来歴
師匠は佐藤ルミナ 土屋大喜。
2016年10月9日、第23回全日本アマチュア修斗選手権大会に女子ミニマム級で準優勝。
2017年7月30日、第31回玄制流空手全国大会で優勝。
2018年3月24日 2018TOKYO INTERNATIONAL OPEN IBJJF 柔術チャンピオンシップ国際大会
にて柔術初参戦で銅メダル獲得
https://www.ibjjfdb.com/ChampionshipResults/872/PublicResults
2018年8月4日  JBFFJ全日本ブラジリアン柔術選手権 ライトフェザー級 金メダル獲得
2018年8月4日  JBFFJ全日本ブラジリアン柔術選手権 無差別級 銀メダル獲得
2018年　結婚。